# 中华人民共和国第十五届冬季运动会
中华人民共和国第十五届冬季运动会，是將於2028年在遼寧省瀋陽和撫順舉行的全国冬季运动会。

## 申辦過程

### 申辦省份
截止2022年5月，遼寧省和河北省分別宣布將競逐十五冬的舉辦權。

#### 遼寧省
2021年12月31日，辽宁省正式向国家体育总局递交2027年第十五届全国冬季运动会申办函。而為全力申辦冬運會和推廣普及冬季運動，遼寧省政府宣布將在抚顺市筹建辽宁省雪上训练中心，在瀋陽興建遼寧冰上運動中心作為冬運會主場地，工程計劃將於2026年完工。訓練中心完工後將补齐該省缺乏高端大型冰雪运动场馆的短板。
遼寧省政府初步擬定以下場館作為比賽場地：
- 遼寧省冰上訓練中心（新建）：花樣滑冰、短道速滑、速度滑冰、冰壺、冰球、開閉幕式
- 遼寧省雪上訓練中心（新建）：高山滑雪、跳台滑雪、单板滑雪、自由式滑雪
- 遼寧省柏叶体育训练基地（擴建）：越野滑雪、冬季两项

#### 河北省
2022年5月，河北省体育局印发《加快推动后奥运经济发展实施方案》，宣布將申辦第十五屆冬運會，皆時將重用在北京冬奧張家口賽區使用過的的比賽場地。
河北省政府初步擬定以下場館作為比賽場地：
- 國家跳台滑雪中心：跳台滑雪
- 國家越野滑雪中心：越野滑雪
- 國家冬季兩項中心：冬季兩項
- 雲頂滑雪公園：單板滑雪

### 申辦結果
2023年10月22日，国务院同意辽宁省承办2028年第十五届全国冬季运动会，宣布十五冬於遼寧舉行。

## 比賽場館
沈阳王家湾板块「冰上中心场馆群」：
- 速度滑冰馆：速度滑冰
- 冰上综合馆：短道速滑、花樣滑冰、冰球
- 冰壶馆：冰壺

辽宁省体育局柏叶训练基地赛区：
- 北歐兩項
- 冬季两项

## 比赛项目
- 競速滑冰（詳細）
- 短道競速滑冰（詳細）
- 花式滑冰（詳細）
- 高山滑雪（詳細）
- 越野滑雪（詳細）
- 跳台滑雪（詳細）
- 自由式滑雪（詳細）
- 單板滑雪（詳細）
- 北欧两项（詳細）
- 冬季两项（詳細）
- 冰球（詳細）
- 冰壶（詳細）
- 雪车（詳細）
- 钢架雪车（詳細）
- 雪橇（詳細）
- 滑雪登山（詳細）

## 資料來源
1. ↑  张逸飞. . 雲南網. 新華社. 2022-01-07  [2022-08-24]. （原始内容存档于2022-08-24）.
2. ↑  . 搜狐. 2022-09-21  [2022-11-19].
3. ↑  . 遼瀋晚報. 2022-07-08  [2022-12-10].
4. ↑  . 河北广播电视台. 2022-05-13  [2022-12-10].
5. ↑  . 国务院办公厅. 2023-10-22  [2023-10-25]. （原始内容存档于2023-11-09）.
6. ↑  王巍. . 中央广电总台国际在线. 2023-10-27  [2024-01-27]. （原始内容存档于2024-01-27）.
7. ↑  张逸飞; 刘艺淳. . 新華網.   [2024-01-27]. （原始内容存档于2024-01-27）.